# Nicolás Bono
Nicolás Bono (geboren am 16. August 1997 in Buenos Aires) ist ein argentinischer Handballspieler, der auf der Spielposition Rückraum Mitte eingesetzt wird.

## Vereinskarriere
Bono spielte in Argentinien bei SAG Villa Ballester und in Brasilien bei Handebol Taubaté, bevor er im Jahr 2021 nach Europa wechselte. In Spanien spielte er in der Saison 2021/2022 in der zweiten Liga beim Verein BM Zamora Enamora, für den er in 15 Spielen 86 Tore warf. 2022 wechselte er zum Verein Blendio Sinfín, mit dem er in der Spielzeit 2022/2023 in der Liga Asobal, der höchsten spanischen Spielklasse, debütierte. Er wechselte im September 2023 nach Frankreich in die zweite Liga zu JS Cherbourg Manche. Zur Saison 2024/2025 wechselte er zum Ligakonkurrenten Istres Provence Handball. Im Sommer 2025 unterschrieb er beim RK Vardar Skopje in Nordmazedonien.

## Auswahlmannschaften
Er stand im Aufgebot argentinischer Jugend- und Junioren-Auswahlmannschaften. Seit dem Jahr 2023 gehört er dem Kader der argentinischen Nationalmannschaft an. Mit Argentinien gewann er 2023 die Goldmedaille bei den Panamerikanischen Spielen. Im Finale gegen Brasilien war Bono mit sechs Treffern der torgefährlichste Spieler der argentinischen Auswahl. Bei der Weltmeisterschaft 2025 warf er 13 Tore in sechs Spielen und erreichte mit dem Team die Hauptrunde.

## Ehrungen
Nico Bono wurde zum MVP Asobal im Oktober 2022 gewählt.

## Privates
Seine Geschwister Carolina Bono, Fernando Bono und Gonzalo Bono spielen ebenfalls Handball.